# Frigyes Hidas

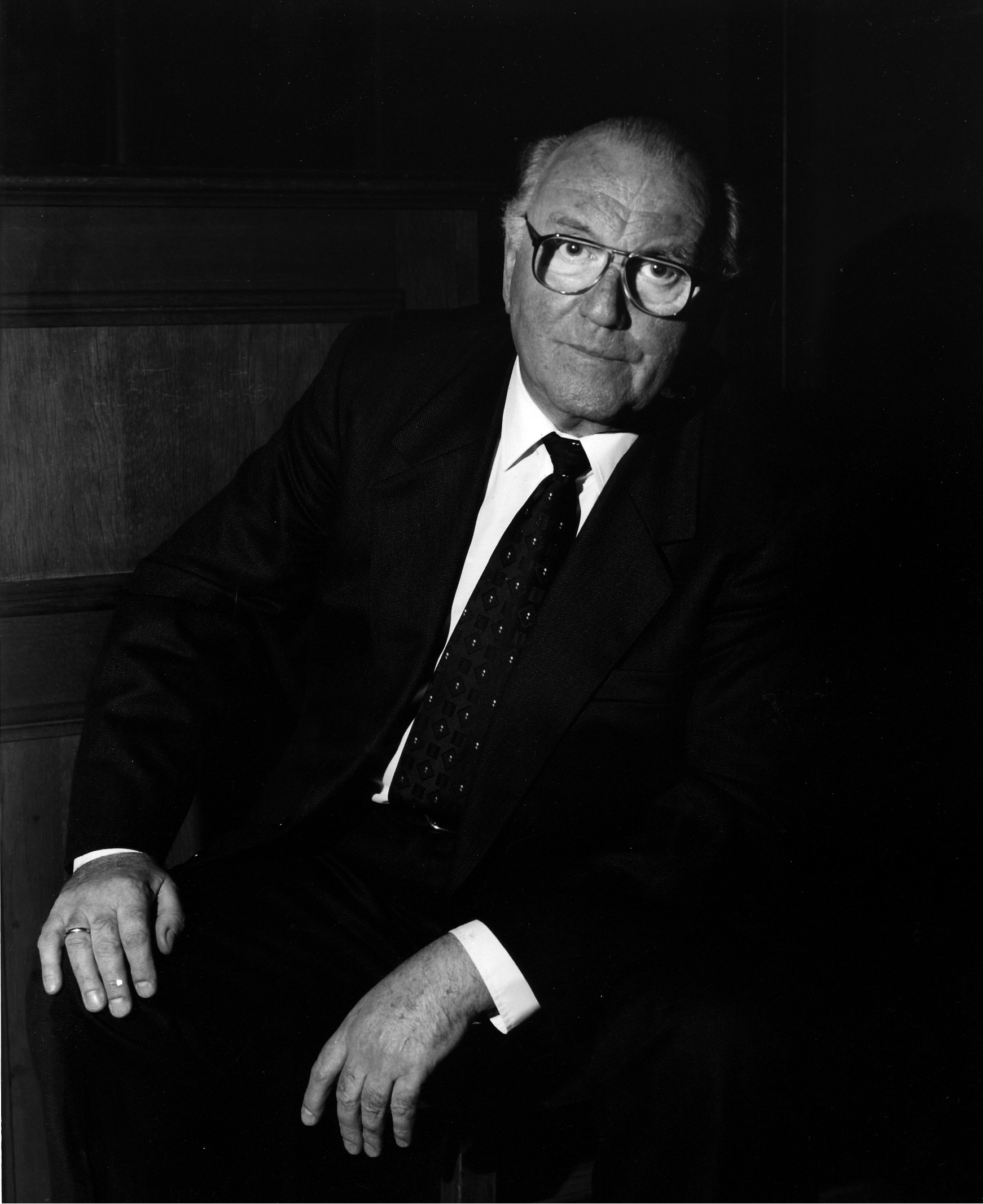

Frigyes Hidas (ur. 25 maja 1928 w Budapeszcie, zm. 7 marca 2007 tamże) – węgierski kompozytor. Twórca oper, baletów, oratoriów, koncertów, utworów na orkiestrę, orkiestrę dętą, kwartety smyczkowe i kwintety dęte, muzyki filmowej oraz kompozycji do programów telewizyjnych, słuchowisk radiowych i wydarzeń muzycznych.
W latach 1946–1951 studiował na Akademii Muzycznej im. Ferenca Liszta w Budapeszcie na kierunku kompozycja, jako uczeń Jánosa Viski. W latach 1950–51 był dyrygentem w Teatrze Młodych, od 1951 do 1966 dyrektorem muzycznym w Teatrze Narodowym, od 1959 do 1962 dyrygentem chóru bazyliki św. Stefana, a od 1974 do 1979 dyrektorem muzycznym w Stołecznym Teatrze Operetki. Po 1979 roku nie podejmował pracy zawodowej i zajmował się wyłącznie tworzeniem muzyki.

## Nagrody
- Nagroda Ferenca Erkela (1958, 1980)
- Zasłużony Artysta (1987)
- Nagroda Béli Bartóka – Ditty Pásztory (1993)